# Luigi di Borbone-Soissons
Luigi di Borbone (Parigi, 1º maggio 1604 – Sedan, 6 luglio 1641) fu conte di Soissons, conte di Clermont e di Dreux, gran maestro di Francia.
Appartenente a un ramo cadetto dei Principe di Condé, fu educato anche da Jean Boulenger. Era figlio di Carlo di Borbone, conte di Soissons (1566 – 1612) e di Anna di Montafià, signora di Lucé (1577 – 1644).

## Biografia
Luigi di Borbone-Soissons nacque a Parigi il 1º maggio 1604. Alla morte del padre (1612) divenne governatore del Delfinato e successivamente  (1631) della Champagne. Nel 1636 organizzò con il cugino Gastone d'Orléans, fratello minore del re Luigi XIII, e con il conte di Montrésor, un complotto per eliminare il cardinale Richelieu ma la congiura fallì.
Si rifugiò quindi a Sedan presso Federico Maurizio de La Tour d'Auvergne, duca di Bouillon e principe di Sedan, ove, con il sostegno militare della Spagna, rinnovò i tentativi di eliminazione del Richelieu. Contro i ribelli fu inviata un'armata francese al comando del duca di Châtillon, che fu sconfitta sulla piana della Marfée (Sedan). Nella battaglia tuttavia il conte di Soissons trovò la morte. Luigi morì senza lasciare eredi diretti ed il titolo comitale passò alla sorella Maria di Borbone-Soissons.

## Ascendenza
|                                    |                            |                                     | Genitori                          |  |  | Nonni |  |  | Bisnonni                       |  |  | Trisnonni                        |  |
|                                    |                            |                                     |                                   |  |  |       |  |  | 8. Carlo IV di Borbone-Vendôme |  |  | 16. Francesco di Borbone-Vendôme |  |
|                                    |                            |                                     |                                   |  |  |       |  |  | 8. Carlo IV di Borbone-Vendôme |  |  | 16. Francesco di Borbone-Vendôme |  |
|                                    |                            | 17. Maria di Lussemburgo-Saint-Pol  |                                   |  |  |       |  |  | 8. Carlo IV di Borbone-Vendôme |  |  |                                  |  |
| 4. Luigi I di Borbone-Condé        |                            |                                     |                                   |  |  |       |  |  | 8. Carlo IV di Borbone-Vendôme |  |  |                                  |  |
|                                    |                            | 9. Francesca d'Alençon              | 18. Renato d'Alençon              |  |  |       |  |  |                                |  |  |                                  |  |
|                                    |                            | 9. Francesca d'Alençon              | 18. Renato d'Alençon              |  |  |       |  |  |                                |  |  |                                  |  |
|                                    |                            | 9. Francesca d'Alençon              | 19. Margherita di Lorena          |  |  |       |  |  |                                |  |  |                                  |  |
| 2. Carlo di Borbone-Soissons       |                            | 9. Francesca d'Alençon              |                                   |  |  |       |  |  |                                |  |  |                                  |  |
|                                    |                            | 10. Francesco d'Orléans-Longueville | 20. Luigi I d'Orléans-Longueville |  |  |       |  |  |                                |  |  |                                  |  |
|                                    |                            | 10. Francesco d'Orléans-Longueville | 20. Luigi I d'Orléans-Longueville |  |  |       |  |  |                                |  |  |                                  |  |
|                                    |                            | 10. Francesco d'Orléans-Longueville | 21. Giovanna di Hochberg          |  |  |       |  |  |                                |  |  |                                  |  |
| 5. Francesca d'Orléans-Longueville |                            | 10. Francesco d'Orléans-Longueville |                                   |  |  |       |  |  |                                |  |  |                                  |  |
|                                    |                            | 11. Jacqueline de Rohan             | 22. Charles de Rohan              |  |  |       |  |  |                                |  |  |                                  |  |
|                                    |                            | 11. Jacqueline de Rohan             | 22. Charles de Rohan              |  |  |       |  |  |                                |  |  |                                  |  |
|                                    |                            | 11. Jacqueline de Rohan             | 23. Jeanne de Saint-Severin       |  |  |       |  |  |                                |  |  |                                  |  |
| 1. Luigi di Borbone-Soissons       |                            | 11. Jacqueline de Rohan             |                                   |  |  |       |  |  |                                |  |  |                                  |  |
|                                    | 12. Georges II de Montafié | 24. Ludovico de Montafia            |                                   |  |  |       |  |  |                                |  |  |                                  |  |
|                                    | 12. Georges II de Montafié | 24. Ludovico de Montafia            |                                   |  |  |       |  |  |                                |  |  |                                  |  |
|                                    | 12. Georges II de Montafié | …                                   |                                   |  |  |       |  |  |                                |  |  |                                  |  |
| 6. Louis de Montafié               | 12. Georges II de Montafié |                                     |                                   |  |  |       |  |  |                                |  |  |                                  |  |
|                                    |                            | 13. Bianca Orsini                   | …                                 |  |  |       |  |  |                                |  |  |                                  |  |
|                                    |                            | 13. Bianca Orsini                   | …                                 |  |  |       |  |  |                                |  |  |                                  |  |
|                                    |                            | 13. Bianca Orsini                   | …                                 |  |  |       |  |  |                                |  |  |                                  |  |
| 3. Anna di Montafià                |                            | 13. Bianca Orsini                   |                                   |  |  |       |  |  |                                |  |  |                                  |  |
|                                    |                            | 14. Louis de Coësme, barone di Lucé | 28. Charles de Coësme             |  |  |       |  |  |                                |  |  |                                  |  |
|                                    |                            | 14. Louis de Coësme, barone di Lucé | 28. Charles de Coësme             |  |  |       |  |  |                                |  |  |                                  |  |
|                                    |                            | 14. Louis de Coësme, barone di Lucé | 29. Gabrielle d'Harcourt          |  |  |       |  |  |                                |  |  |                                  |  |
| 7. Jeanne-Françoise de Coësme      |                            | 14. Louis de Coësme, barone di Lucé |                                   |  |  |       |  |  |                                |  |  |                                  |  |
|                                    |                            | 15. Anne de Pisseleu                | 30. Adrien de Pisseleu            |  |  |       |  |  |                                |  |  |                                  |  |
|                                    |                            | 15. Anne de Pisseleu                | 30. Adrien de Pisseleu            |  |  |       |  |  |                                |  |  |                                  |  |
|                                    |                            | 15. Anne de Pisseleu                | 31. Charlotte d'Ailly             |  |  |       |  |  |                                |  |  |                                  |  |
|                                    |                            | 15. Anne de Pisseleu                |                                   |  |  |       |  |  |                                |  |  |                                  |  |